# 金沢清水

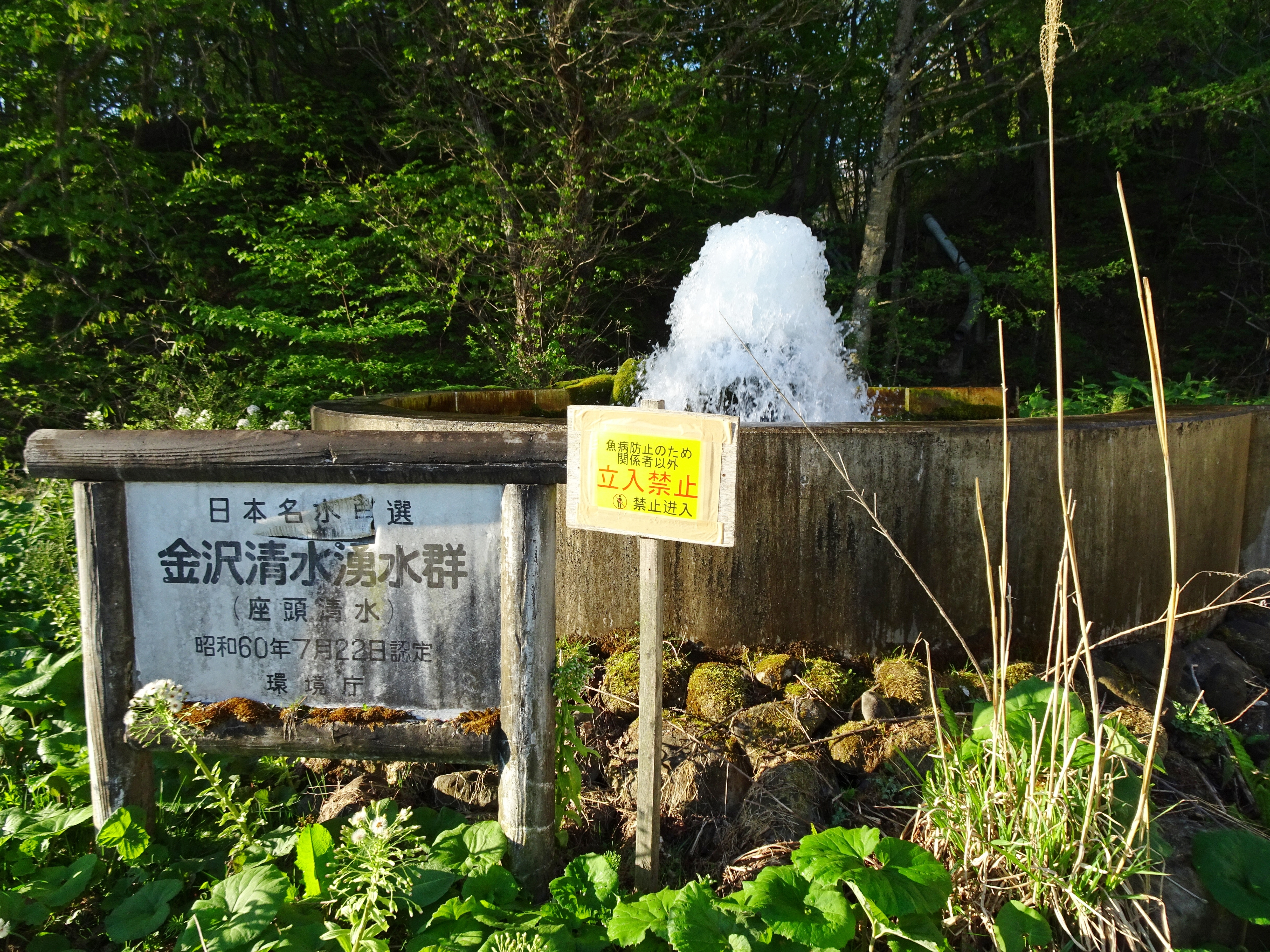
名水百選「金沢清水」湧水地

金沢清水（かなざわしみず）は、岩手県八幡平市松尾寄木にある7か所の湧水群の総称であり1985年（昭和60年）名水百選のひとつに選定された。

## 概要
岩手山、八幡平の間に流れる松川沿いに日量3.4万tの清水が湧出する。中でも最大の水量（毎分40t）を誇る、座頭清水の水は岩手県内水面水産技術センターによりニジマス、ヤマメ、アユ、ヒメマス等の養殖および研究に使用している。
座頭清水の源泉は立入り禁止であるが展望は可能である。また、下流の大量に噴出する水は岩手山の上部裾野の宅地化が進んだため非加熱では飲料出来なくなったが、内水面センタ付近で湧水の飲用や給水はでき、他の湧水とあわせ上水道に使用している。
水温は、通年12℃前後でミネラルが豊富な硬水であり、旧松尾村の公社（のちに民営化）では、「岩手山のバナジウム天然水」として商品化を行っているとともに、親水公園「八幡平トラウトガーデン」にも使用されている（現在は休業中）。また松川を横断して農業用水としても利用されている。

## 歴史
古来は座頭清水と呼ばれ地元には古くから幾つもの言い伝えが残っている。
座頭にされた鬼がこの水で洗い清めたら目が見えるようになったという言い伝えがあるほか、七つの頭を持つ蛇龍が地表に頭を出したところだという言い伝えから“蛇頭清水”だとする説がある。
また「いわての名水20選」に選定された「長嶺神社」の「長者屋敷太刀清水」には奈良時代の豪族の居城で、各地から奪い取ってきた財宝が蓄てあったとか、水不足の時は御釜の水をかき回せば必ず雨がふるという伝説がある。

## 交通
- JR東日本花輪線 大更駅から岩手県道23号大更八幡平線を東へ約10キロメートル